# Râul Dâmbovița
Dâmbovița este un curs de apă din România, afluent al râului Argeș.
Râul își are izvorul în Munții Făgăraș pe versantul muntelui Curmătura Oticului. Cursul superior de la izvoare până la confluența cu Boarcășu este cunoscut și sub numele de Izvoru Oticului sau Râul Oticu.
În drumul său spre vărsarea în Argeș, râul străbate mai multe unități de relief: Munții Făgăraș, Munții Iezer-Păpușa, Munții Leaota, Subcarpații Getici și Subcarpații de Curbură, Podișul Getic, Câmpia Înaltă a Târgoviștei, Câmpia Titu, Campia Bucureștilor (vezi Câmpia Română) și Câmpia Burnazului.

| Debit vara                        | Debit iarna                       | Debit de inundație                |
| --------------------------------- | --------------------------------- | --------------------------------- |
| de la 9,60 m³/s până la 11,3 m³/s | de la 8,80 m³/s până la 9,30 m³/s | de la 21,4 m³/s până la 35,4 m³/s |

## Baraje

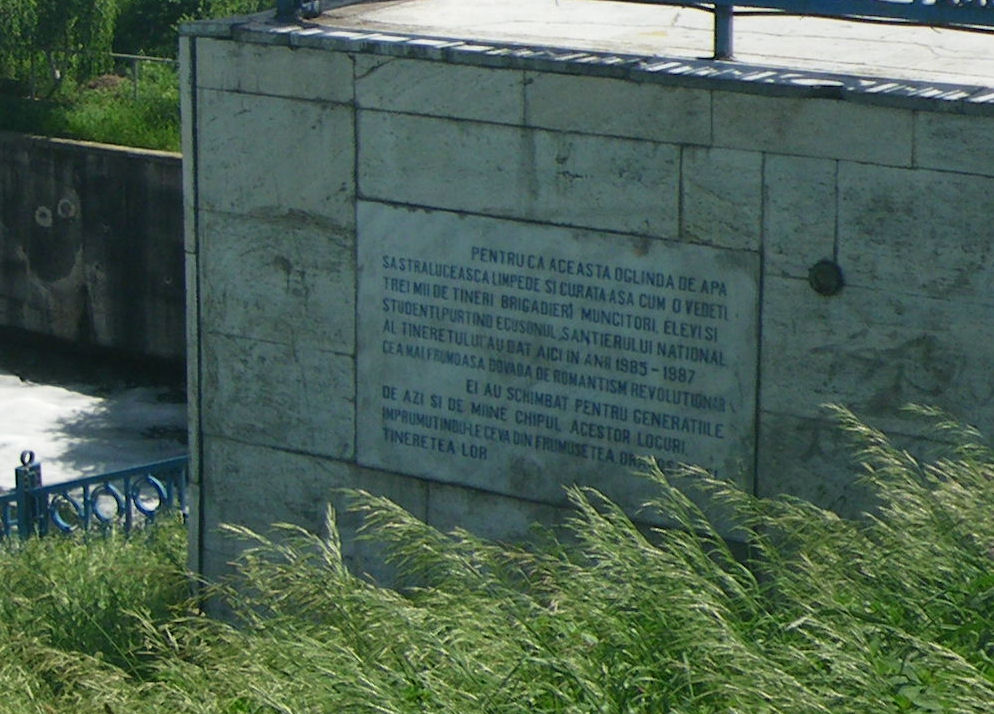
Placă omagială pentru cei 3000 de tineri care au fost mobilizați de guvernul comunist pentru realizarea lucrărilor

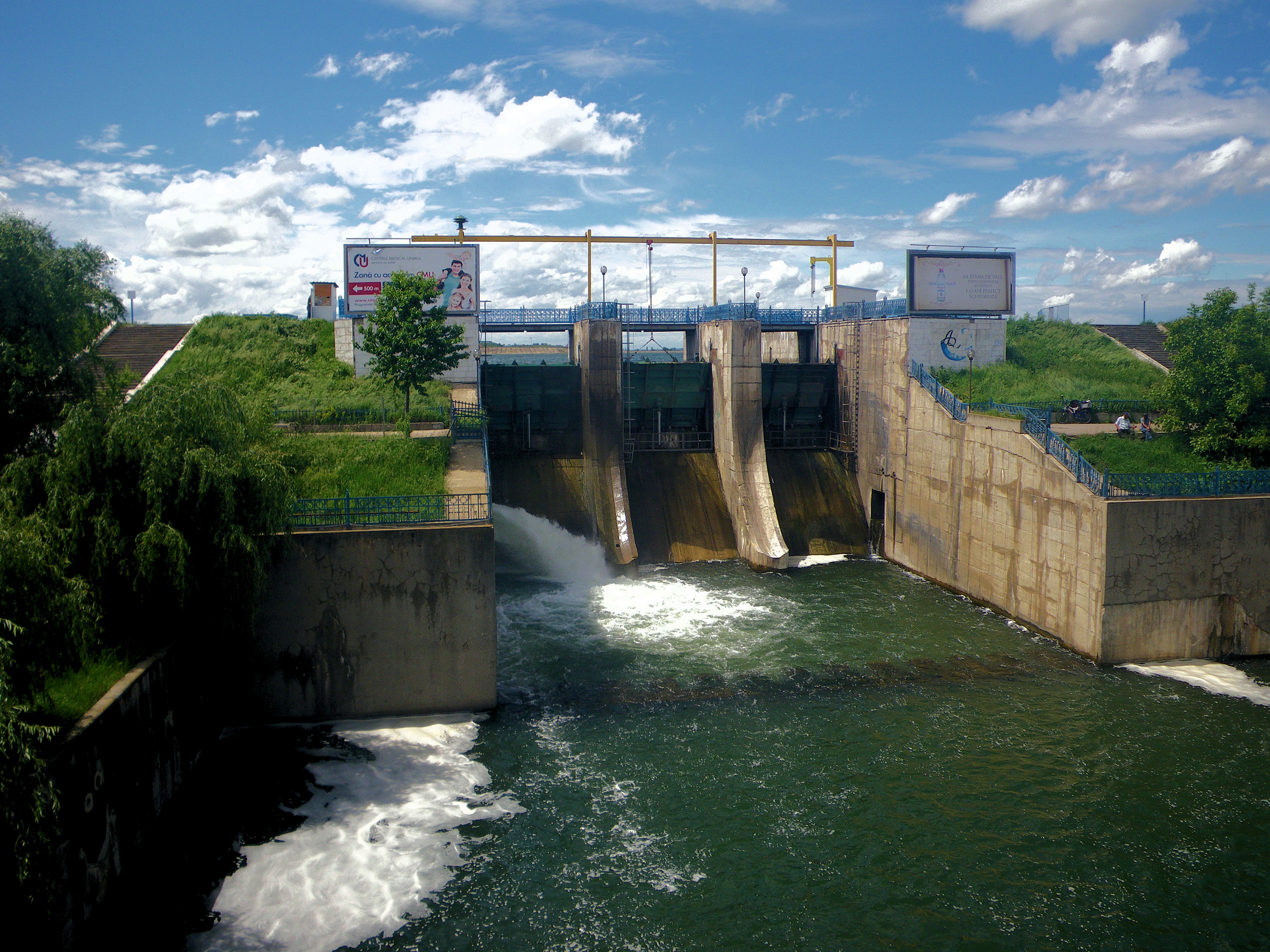
Stavilarul Ciurel

Pe râul Dâmbovița există 3 mari baraje în cursul său spre S-E:
- Primul baraj a fost construit în apropiere de izvoarele râului (la circa 20 km), în zona montană. Barajul a fost conceput pentru a asigura necesarul energiei electrice comunelor din preajma localității Moeciu. Barajul se numește Barajul Pecineagu, și la fel și lacul.
- Al II-lea baraj a fost construit în zona de câmpie înaltă (Câmpia înaltă a Târgoviștei). Acesta are rolul de a furniza apa necesară canalelor de irigații din preajmă.
- Al III-lea baraj este cel din București. Lacul format are rolul de a furniza cea mai mare cantitate de apă necesară locuitorilor capitalei. De asemenea lacul ajută la prevenirea și stoparea inundațiilor în capitală. Lacul împreună cu stăvilarul sunt numite Lacul Morii sau Stăvilarul Ciurel și au fost construite la începutul anilor ’80 de către regimul dictatorial.

### Lacuri amenajate pe parcursul râului
Pe cursul râului Dâmbovița, în județul Dâmbovița, la sud de localitatea Văcărești, la sud de Lucieni și la nord de Perșinari, a fost amenajat lacul antropic "Văcărești", cu o suprafața de 234 ha și un volum de 38,0 mil. mc. A nu se confunda cu Lacul Văcărești, din București.

## Râul în București

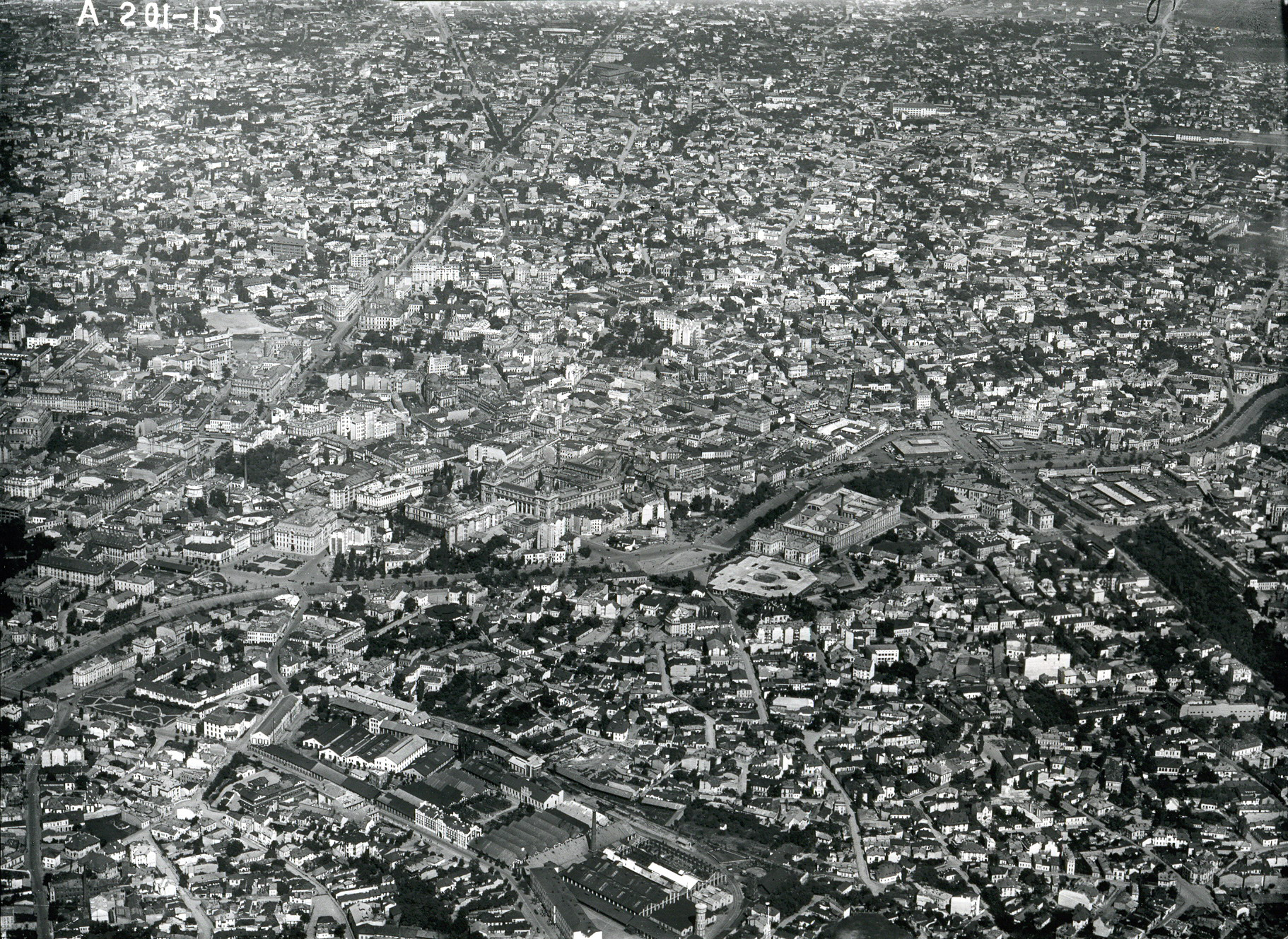
Fotografie aeriană arătând zona centrală a Bucureștilor în 1927
Pe fotografie se poate vedea cursul Dâmboviței din zona podului Mihai-Vodă până în amonte de podul Mărășești

Râul străbate municipiul București pe o distanță de aproximativ 22 de km, parcurgând orașul de la nord-vest la sud-est. Deși este principala sursă de apă în alimentarea Bucureștiului, râul a ridicat de-a lungul timpului diverse probleme, din cauza fenomenelor hidrologice rezultate din traversarea orașului: inundații, îmlăștiniri. Ca urmare a acestor fenomene, cursul râului a suferit o serie de amenajări, în prezent întregul său curs fiind canalizat.
La trecerea prin municipiul București, râul a fost barat pentru a forma Lacul Morii. În aval de acest lac, cursul râului a fost canalizat pe toată porțiunea de albie care străbate capitala. În aval de București, Dâmbovița are ca afluent râul Colentina.
În amonte de București, Dâmbovița este canalizată pentru ca apoi din râu să se desprindă spre sud un braț care va forma Râul Ciorogârla. După ce râul se desparte în două, Dâmbovița își urmează cursul spre București în albia sa naturală. Astfel, în cazul în care Dâmbovița are un debit foarte mare, surplusul va fi preluat de Râul Ciorogârla și Bucureștiul nu va fi inundat. De asemenea, modificarea traseului natural al râului are și efecte negative precum scăderea debitului râului în aval.

### Cartiere străbătute
Râul trece prin următoarele zone ale capitalei: Semănătoarea, Grozăvești (unde își va modifica traseul spre S-E), Cotroceni, Eroilor (își schimbă direcția spre E), Națiunile Unite și Izvor, Piața Unirii (se îndreaptă apoi spre S), Timpuri Noi, Văcărești,  Vitan-Bârzești (revine la cursul inițial spre S-E), Nicolae  Grigorescu și apoi iese din oraș în dreptul localității Glina pe unde trece și Șoseaua de Centură a Capitalei.

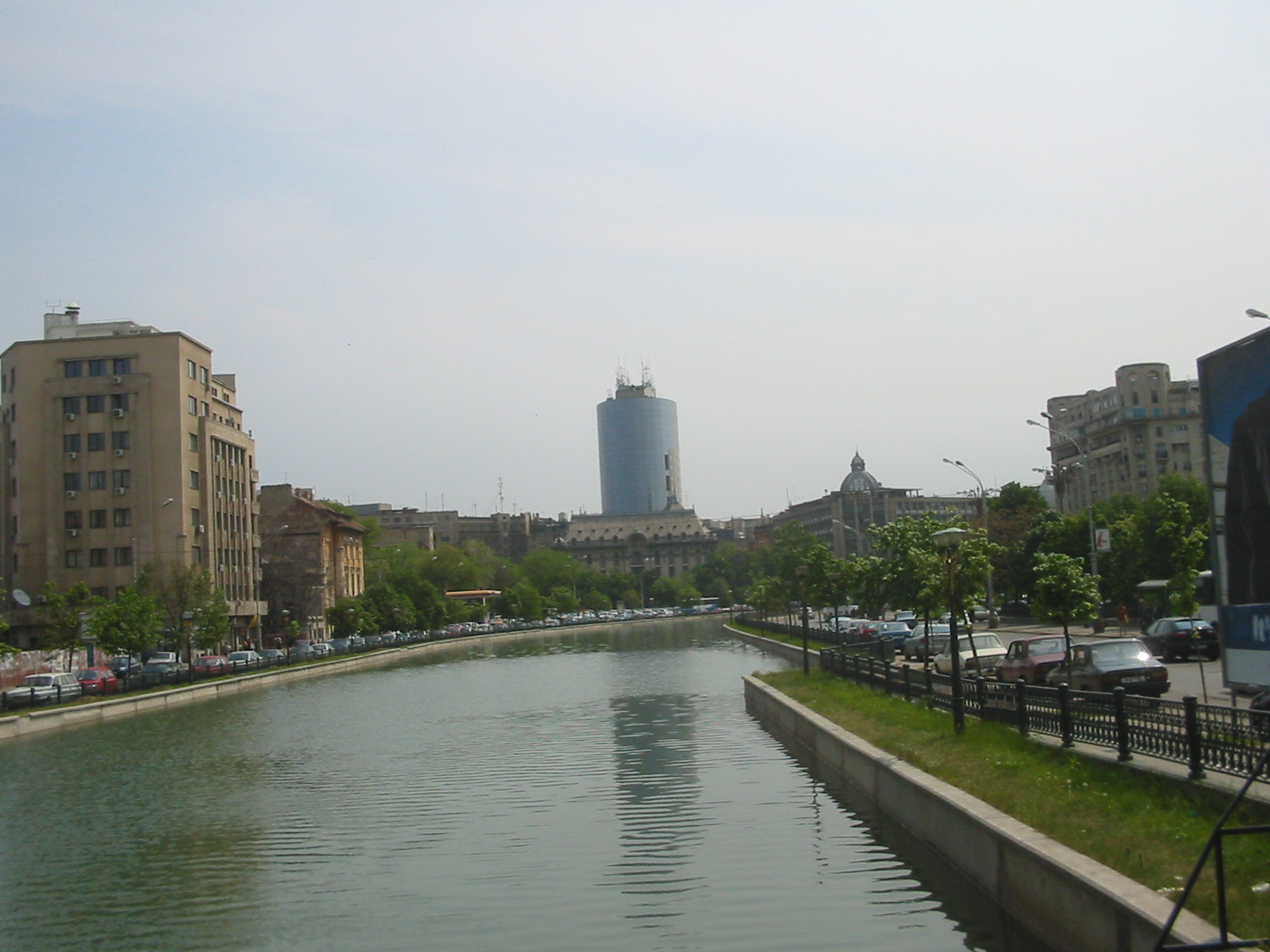
Porțiunea canalizată a râului Dâmbovița în București

## Râul în cultura locală
Râul și-a lăsat amprenta asupra culturii românești în nenumărate feluri, dar și asupra vieții cotidiene a locuitorilor capitalei României pe care o străbate. Dâmbovița este un râu încărcat cu o istorie bogată, controversată și interesantă. Fiecare conducător, de când s-a strămutat capitala la București, a dorit să-și lase amprenta asupra râului care scaldă orașul de secole. 
Râul Dâmbovița este descris în trecut, sec. XIX - XX, ca având ape „dulci și curate“ chiar de însuși Anton Maria del Chiaro, iar slavii au numit Dâmbovița „foaia de stejar“ datorită faptului că toamna râul venea încărcat cu frunze galbene și ruginii.   «Pe lângă faptul că beau apă din Dâmbovița, bucureștenii ca și unii de azi, ieșeau la plajă pe malurile râului și se mai răcoreau puțin în apa capitalei. Și asta nu se întâmpla pentru bronz, ci pentru socializarea cu vecinii despre probleme importante din politică sau în cazul doamnelor, pentru a degusta șerbeturile la umbra sălciilor.». Cu trecerea timpului, populația a crescut și apele râului care odată erau „dulci și curate“ au devenit din ce în ce mai poluate. Primele apeducte care au fost construite au fost în vremea lui Alexandru Ipsilanti în secolul al XVIII-lea.
În mod tradițional, pe 6 ianuarie, de Bobotează, o mare procesiune religioasă se desfășura pe Calea Victoriei: ajuns jos la Dâmbovița, mitropolitul arunca în apă o cruce, pe care, în ciuda gerului, săreau s-o scoată oamenii dornici de mântuire. Se făcea acolo agheasma mare, din care lua toată lumea.
În trecut, râul a provocat inundații de mare amploare de fiecare dată când ploua mai tare. Un alt lucru ce amplifica amploarea inundațiilor erau morile de apă care se îngrămădeau pe malurile râului îngreunându-i astfel curgerea. De asemenea oamenii își lărgeau grădinile până în albia râului astfel că la inundații ogrăzile le erau rase de pe fața pământului, iar statul era forțat să le plătească ajutoare. De aceea a fost dată o lege conform căreia nimeni nu mai avea voie a-și construi case sau anexe pe malurile Dâmboviței. După inundația din 1864, Alexandru Ioan Cuza a început un proiect de canalizare a Dâmboviței care s-a concretizat abia în 1880. Proiectul a fost realizat după planurile inginerului Grigore Cerchez.
La un moment dat, mai exact în 1934, Dâmbovița a fost acoperită parțial cu plăci de beton pentru a o masca. Peste 50 de ani, pe vremea regimului comunist, planșeul avea să fie scos, albia reamenajată și construit Lacul Morii și metroul. Circula atunci faimoasa glumă: -Unde se varsă Dunărea? -În Marea Neagră! -Și unde se varsă Dâmbovița? -În metrou!.

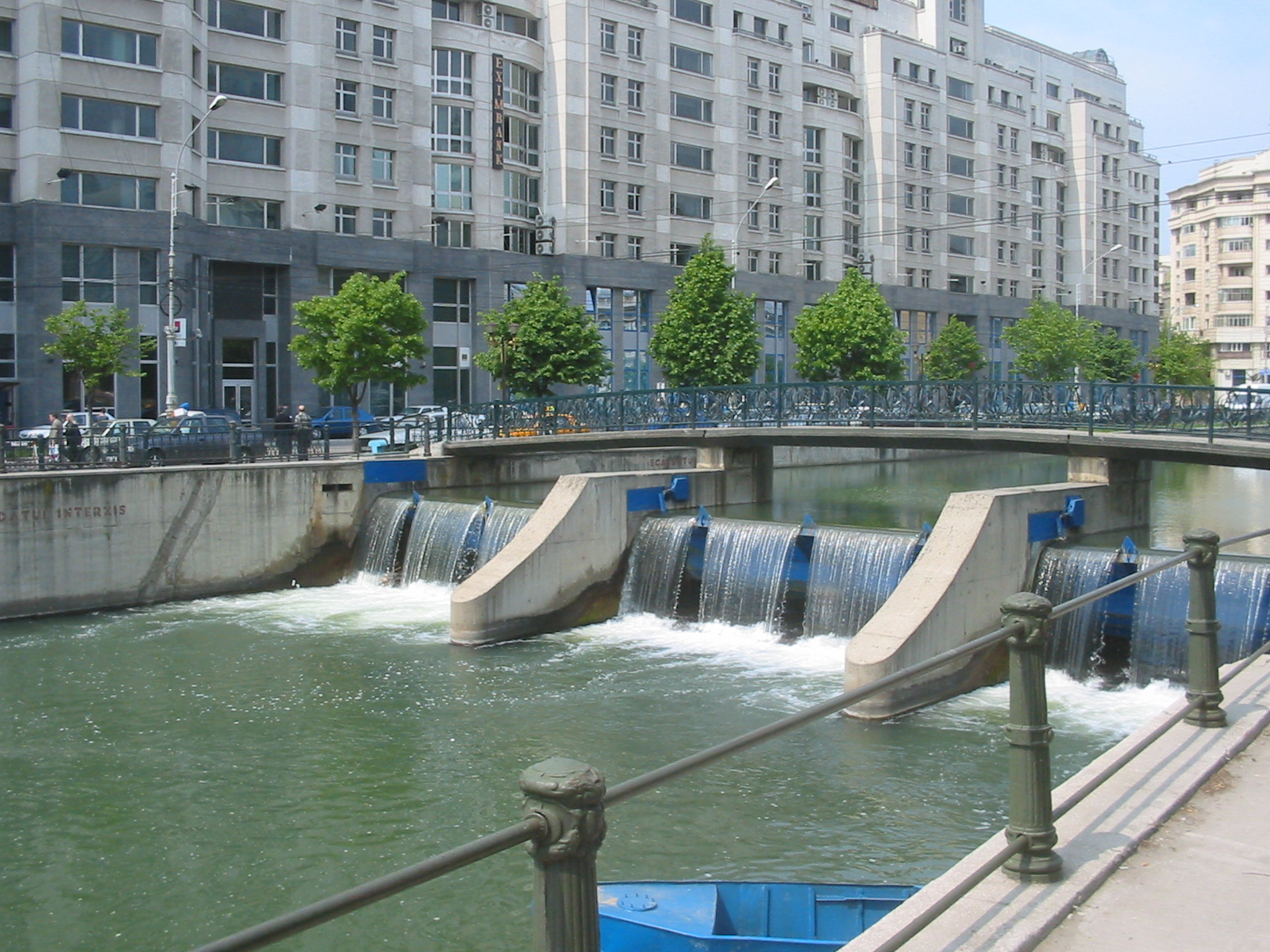
Stăvilar pe Dâmbovița în București

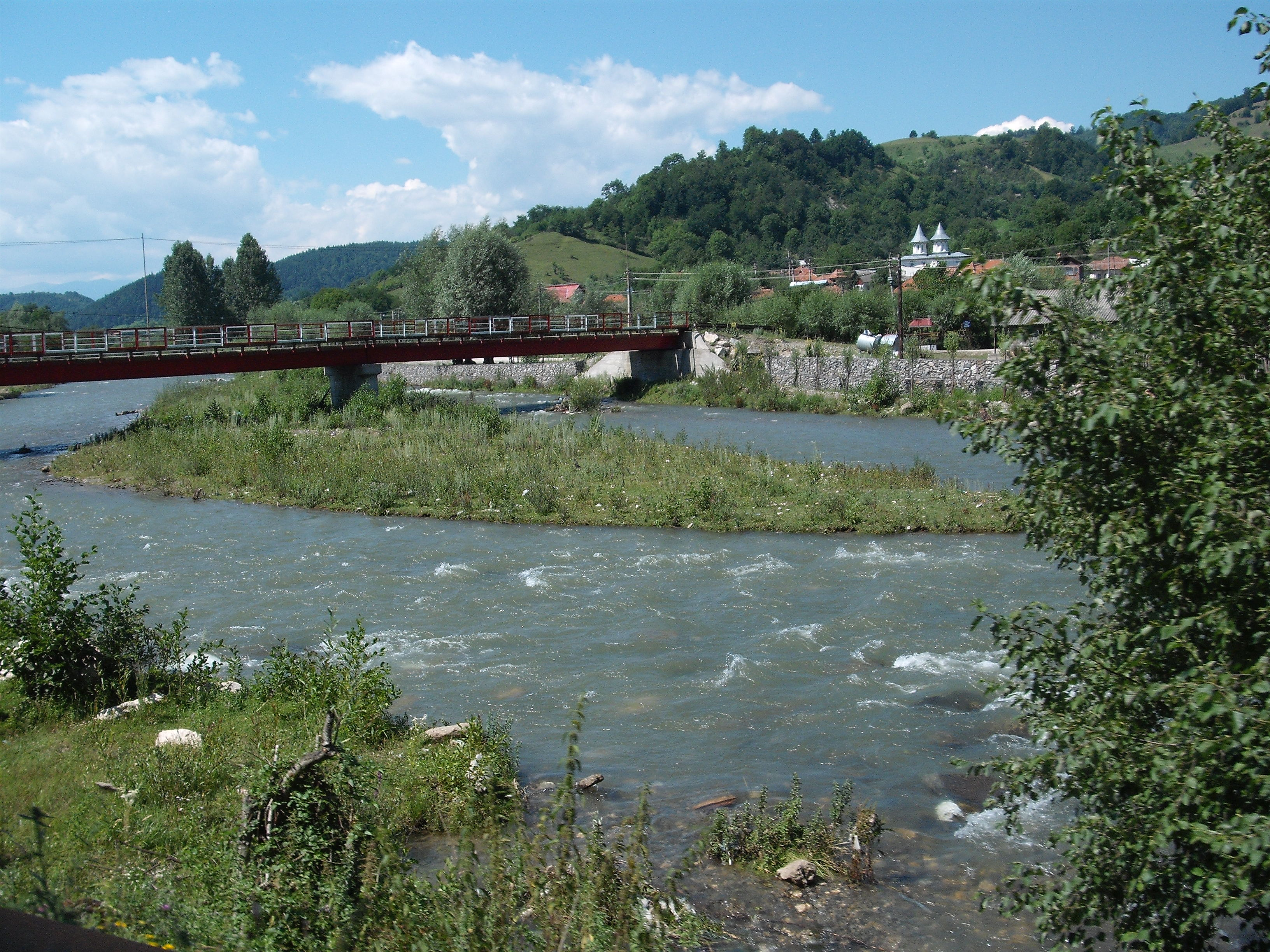
Dâmbovița lângă Malu cu Flori, județul Dâmbovița

- «Legenda spune că Dâmbovița era soția lui Bucur ciobanul și că împreună au pus bazele orașului București. Astăzi Dâmbovița nu mai este un nume folosit des pentru fete, inspirația aflându-se acum în personajele de telenovele.»[8]
- Dâmbovița joacă și alte roluri, cuvântul fiind folosit și în expresii ca: Orașul de pe Dâmbovița, Parisul de pe malurile Dâmboviței, Plaiuri Dâmbovițene, Politică Dâmbovițeană etc.
- De-a lungul vremurilor au fost compuse chiar și cântece despre râu, ca de exemplu: Dâmboviță, apă dulce! Arhivat în 30 mai 2015, la Wayback Machine.

- Conform unei legende, în vremuri îndepărtate, râul Dâmbovița nu avea nume. Râul, care curge acum lin printre câmpii și imașuri înflorite, ar fi fost martorul unei povești de dragoste. Povestea spune că trei tinere, frumoase și pline de viață asemenea Ilenei Cosânzeana, au pornit într-o zi pe valea râului, însoțite de trei flăcăi chipeși. Cei șase tineri, pasionați de tinerețe și dragoste, urcau împreună muntele pentru a culege „floarea de colț”, dorind să-și facă din aceasta cununi pentru ziua nunții, ce urma să aibă loc peste trei zile. Într-o clipă de fericire, printre râsete și cântece, tinerele au găsit floarea dorită pe o muchie stâncoasă. Vița și Vlad, cei mai frumoși dintre ei, au fost primii care și-au adunat cununile. Însă veselia lor a fost curmată brusc: o furtună, stârnită de gelozia soarelui, s-a abătut asupra lor, trimițând ploi torențiale și fulgere. În încercarea de a-și recupera cununile smulse de vânt, Vița și Vlad au alunecat într-o prăpastie, unde au fost înghițiți pentru totdeauna. Prieteni lor, îndurerați de pierdere, au decis să dea râului un nume în amintirea Viței, adăugând cuvântul „dâmb”, de la locul prăbușirii. Totodată, izvorul vijelios ce cobora de sub Berevoiu Mare a fost numit „Valea lui Vlad”. Astfel, râul Dâmbovița a devenit simbolul iubirii și prieteniei eterne dintre Vița și Vlad, curgând mai jos de București, unde își unește apele cu Argeșul pentru a-și continua cursul spre Dunăre.

## Poluare
Pescuitul pe Dâmbovița este doar o amintire. Din cauza poluării peștii sunt o captură din ce în ce mai rară și mai periculoasă. La ieșirea din municipiul București, în dreptul comunei Glina, sunt deversate în râu mii de tone de apă poluată rezultate din activități industriale și din canalizare. Aceste ape poluate conțin tone de materie organică (fosfați, azot, carbon, resturi de hârtie, detergenți) și metale precum plumb, fier și cupru. Aceste materii dăunează vieții peștilor dar și plantelor din râu. Nivelul oxigenului din apă după ieșirea din București este 0, iar nivelul fosforului și al materiilor poluante organice este de 25 de ori mai mare decât într-un râu de gradul V (adică cel mai mare grad existent, în normele actuale, de poluare al unui râu)
Ca măsură de combatere a poluării masive s-a decis construirea unei stații de epurare a apelor uzate lângă Glina. Proiectul însă a fost abandonat din cauza costurilor mari. Până când nu se va pune în funcțiune stația de epurare, Dâmbovița va rămâne un râu mort în aval de București și va cauza probleme comunelor și orașelor de pe malul Dâmboviței prin mirosul insuportabil emanat de apa vâscoasă și verzuie. După cum spunea un locuitor al orașului Budești „Moartea vine de la București!“. Odată ce râul Argeș preia apele murdare ale Dâmboviței, acesta le va vărsa în Dunăre. Și din această cauză calitatea apei din Dunăre este foarte proastă. Este de menționat că în Delta Dunării locuitorii folosesc apele fluviului la gătit, spălat lenjerii, vase sau ustensile etc., făcând astfel ca pericolul bolilor periculoase și chiar mortale să fie foarte mare.
Un proiect în care se planifica construcția unei stații de epurare a apelor uzate din București, în dreptul comunei Glina, a fost întocmit în anul 1988. Lucrările au început în 1989, pentru ca apoi să se oprească pentru 19 ani. În 2008 s-au reluat lucrările la stație și se estimează că vor fi gata până la sfârșitul anului 2009, urmând a avea un debit mediu de 10m³/s de ape uzate trecute prin procesele de purificare.
Stația de epurare a apelor uzate de la Glina a fost pusă în funcțiune în octombrie 2011, odată cu finalizarea FAZEI I.

## Proiecte
În anii '80 a fost elaborat un plan de către ingineri prin care se dorea realizarea unui canal de legătură a capitalei cu Dunărea, Bucureștiul devenind astfel port. Planul specifica faptul că Dâmbovița ar fi trebuit să fie canalizată în cea mai mare parte a cursului sau inferior pentru ca pe urma să fie conectată cu râul Argeș de unde canalul și-ar fi continuat drumul spre Dunăre. 
Proiectul a fost început și executat în proporție de 70%, dar după revoluția din '89, din lipsa de interes a statului și din lipsă de fonduri, proiectul a fost abandonat lăsând în urmă șantiere în paragină și albii de râuri excavate. În prezent lucrările la Canalul Dunăre-București sunt oprite pe o durată de timp neprecizată, astfel că reînceperea construcțiilor la canal rămân doar speculații sau subiect de propagandă electorală.
Unii oficiali ai statului spun că un port în București ar fi inutil. În plus, investiția efectuată nu s-ar amortiza decât în 30-40 de ani având în vedere un trafic moderat de nave de dimensiuni medii care ar străbate canalul până în București.
De asemenea, portul Giurgiu și portul Oltenița, cu ajutorul unor investiții, ar putea deveni puncte cheie în transportul de bunuri sosite pe nave spre București. Astfel ar reîncepe utilizarea căii ferate CFR Progresul - Giurgiu.

## Imagini

Râul Dâmbovița lângă Bănești, Dâmbovița
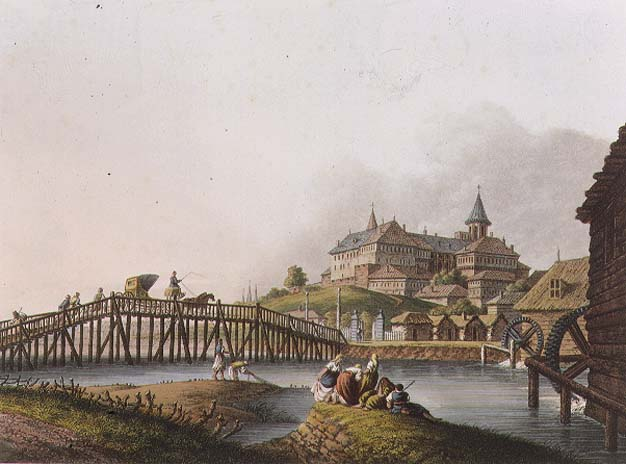
Mori pe malul râului lângă Dealul Spirii
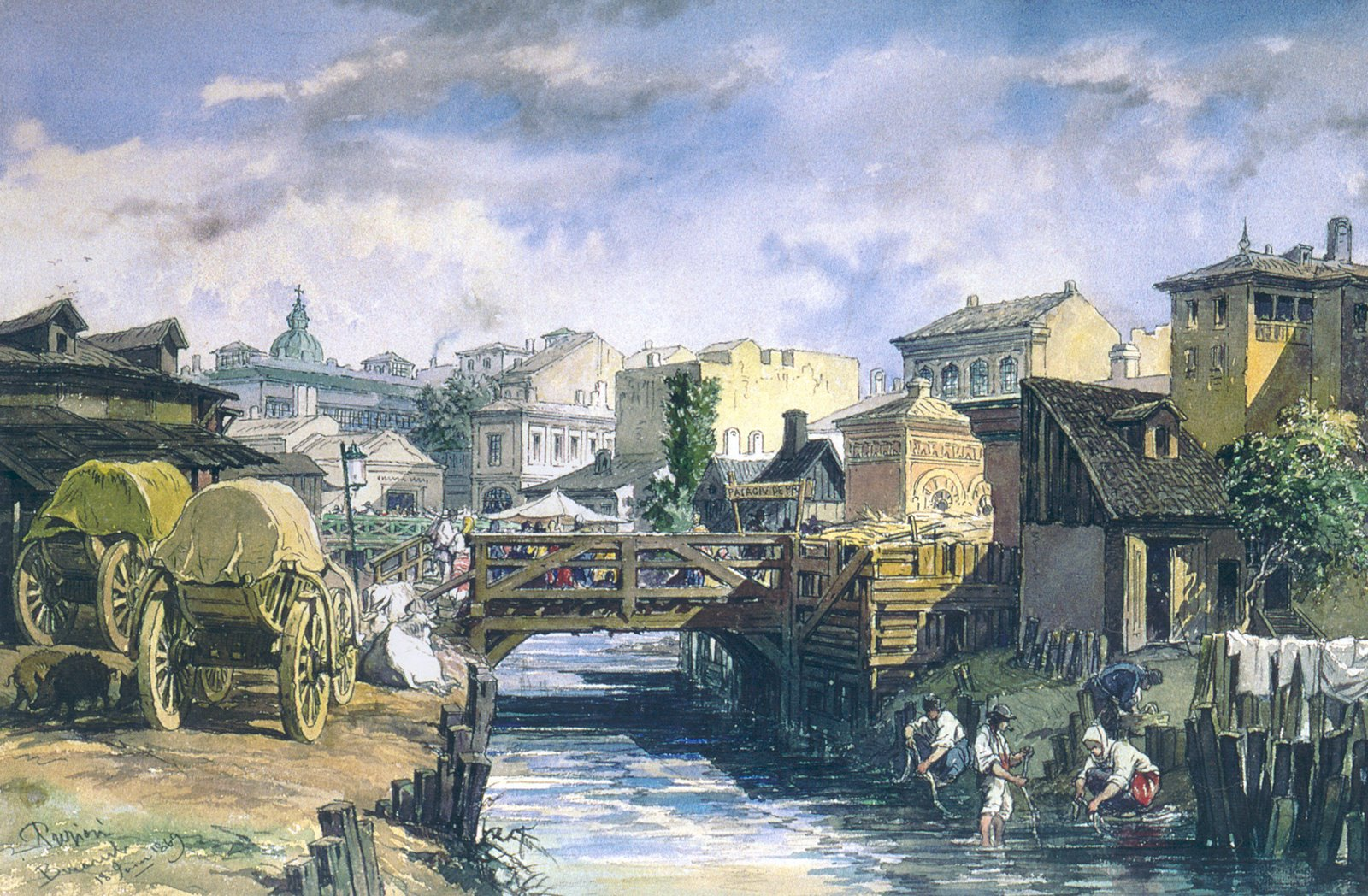
Bucureștiul anilor 1870. Femei spălând lenjerii în apa râului, pod de lemn și orașul în fundal
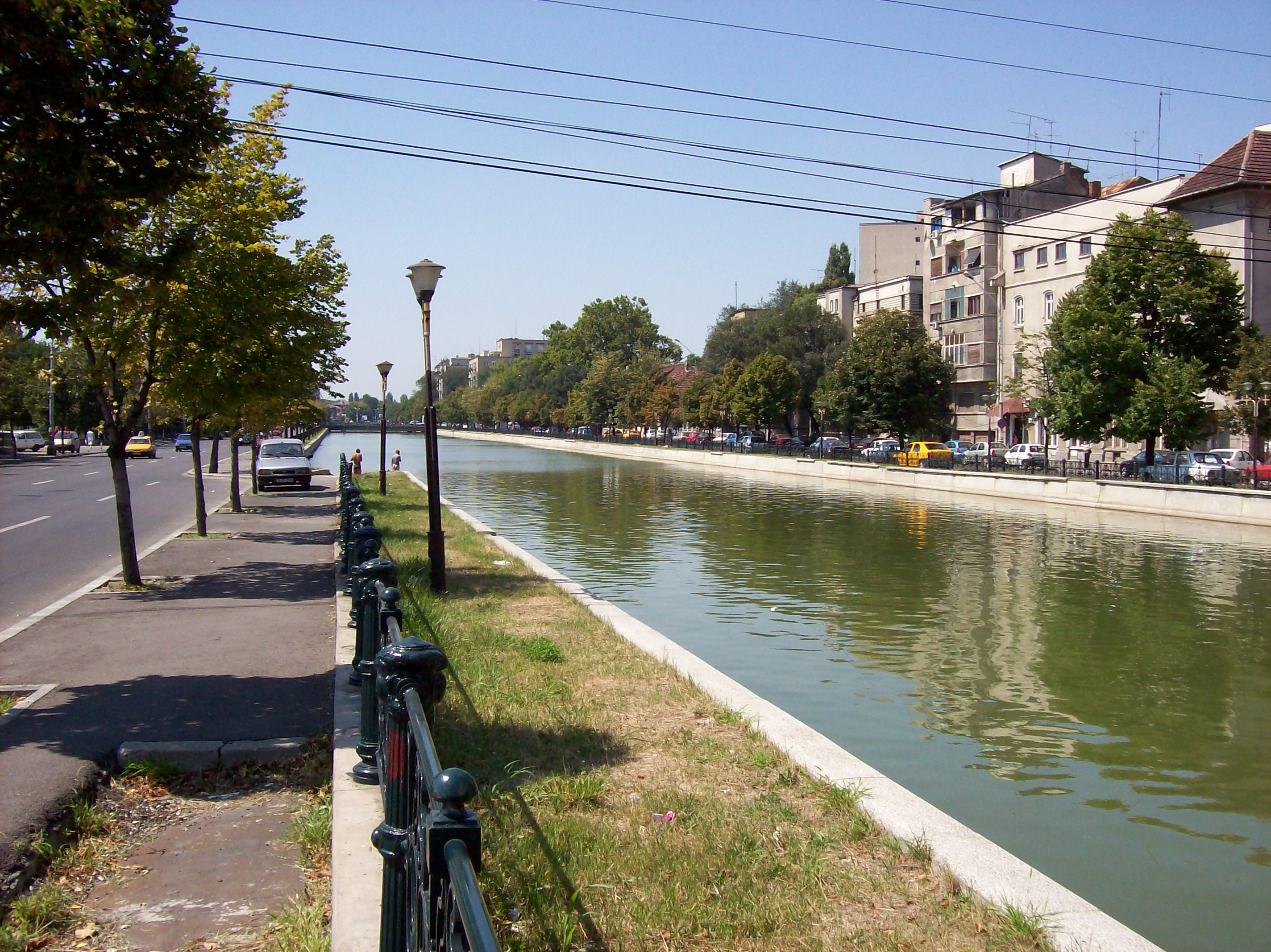
Splaiul actual al Dâmboviței
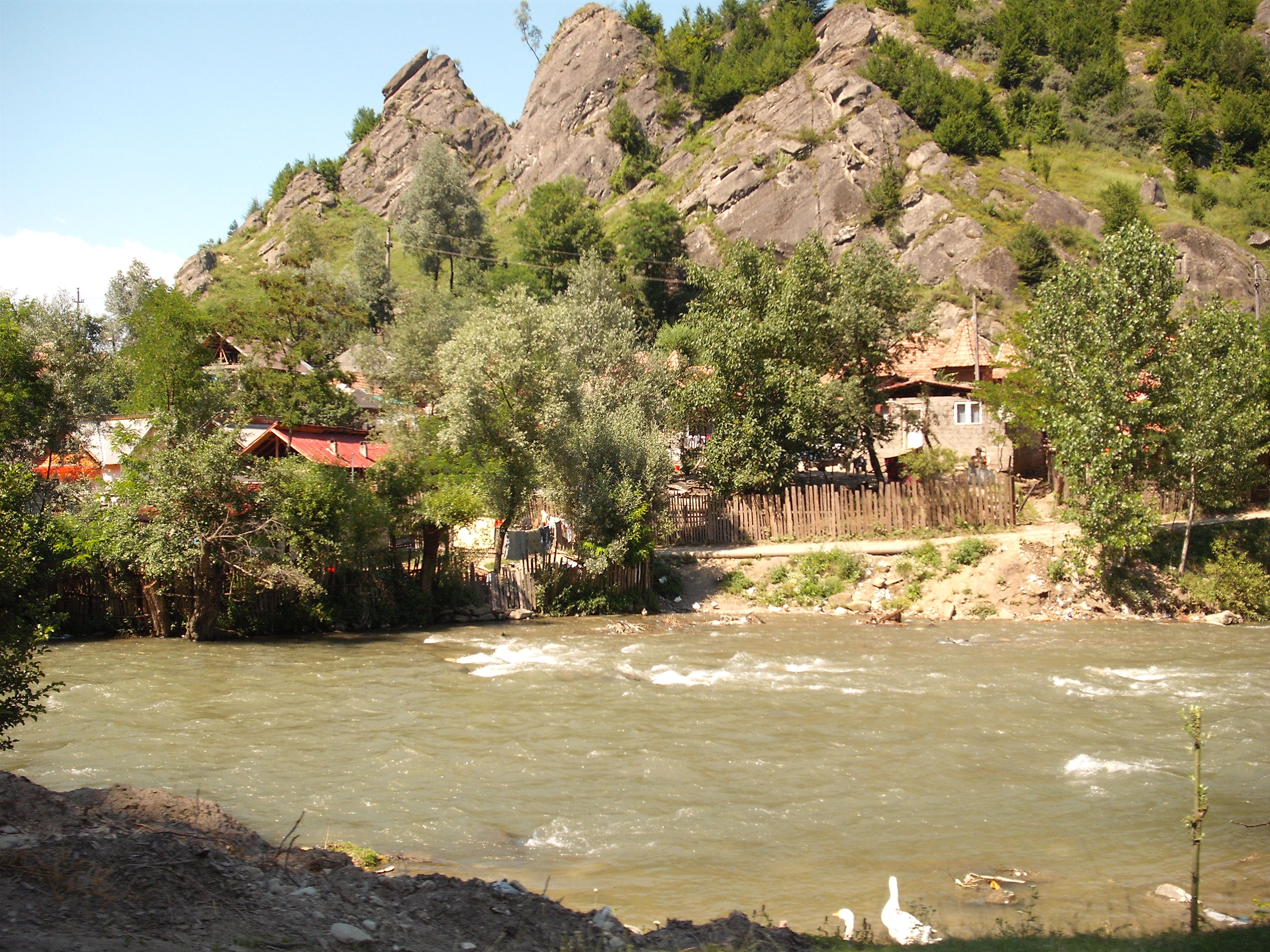
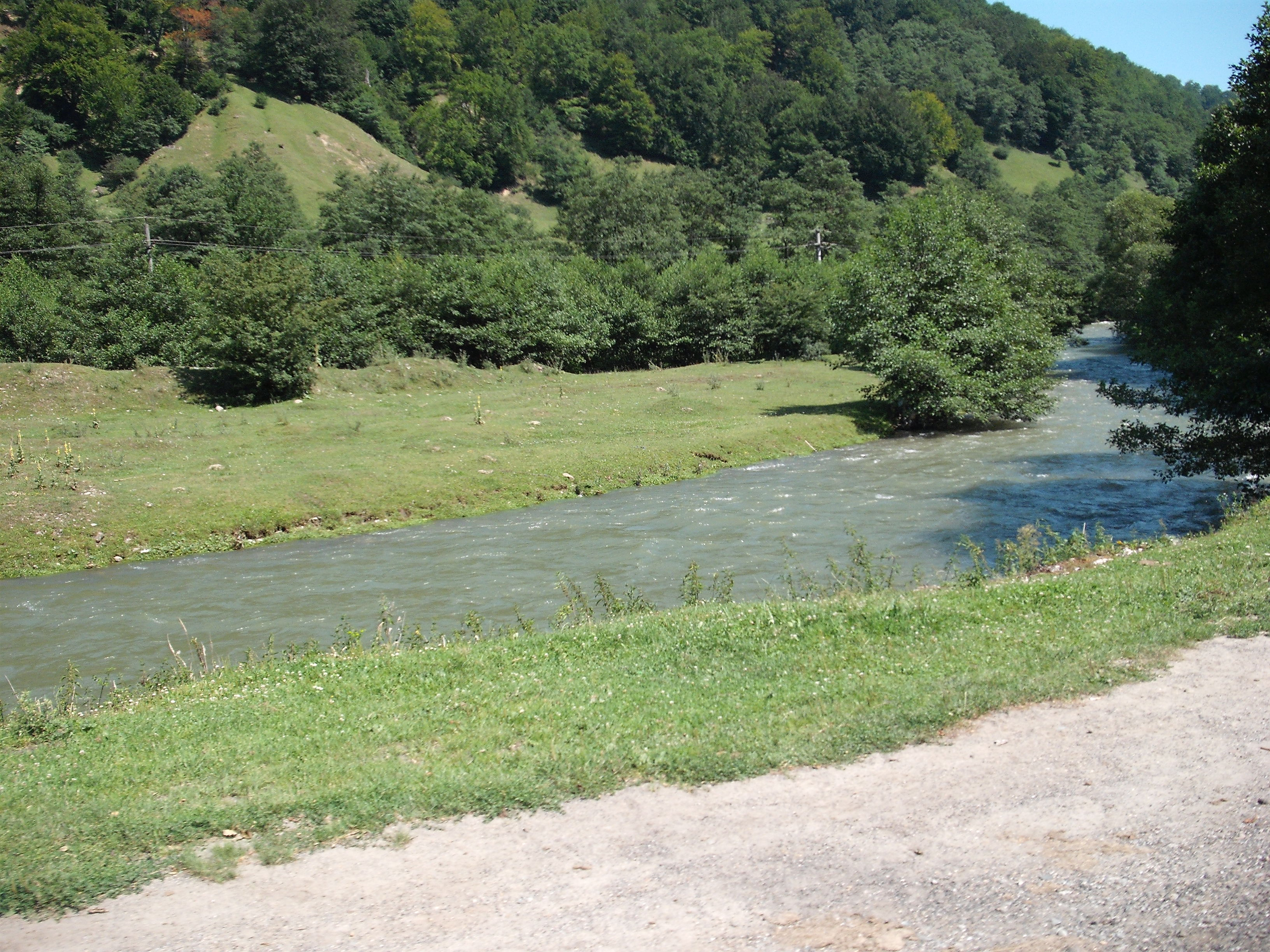
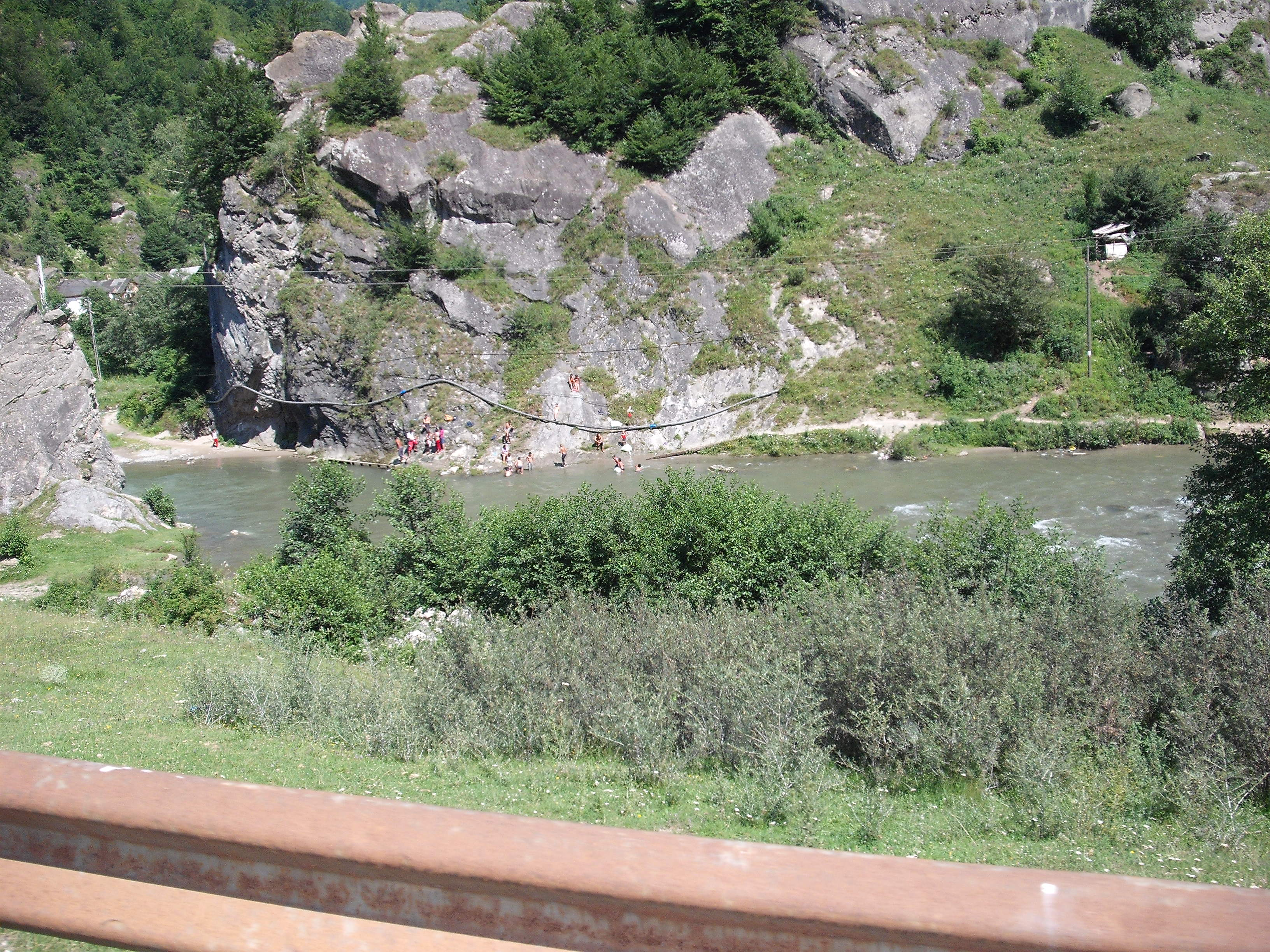
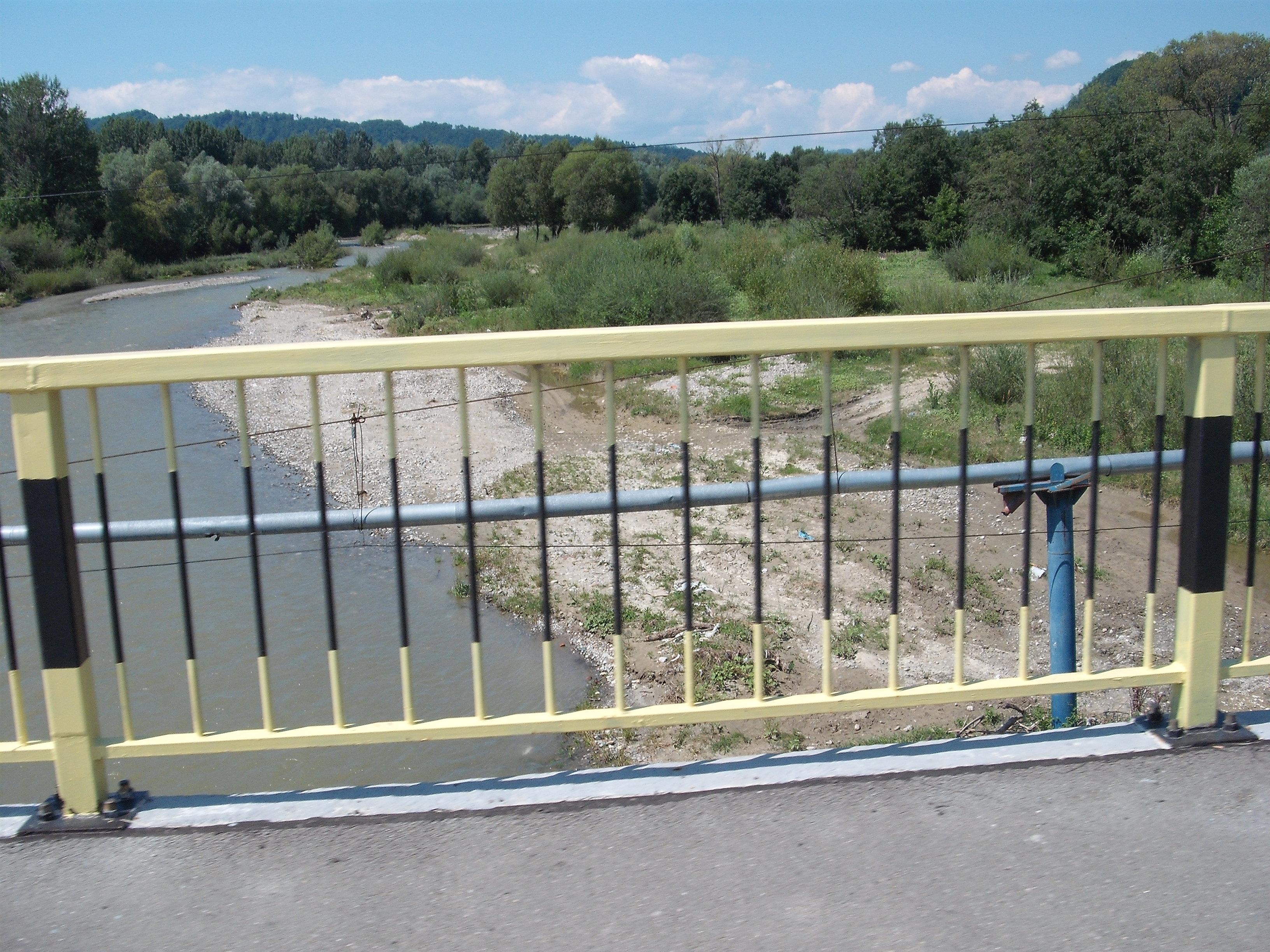
Pod peste Dâmbovița în regiunea Subcarpaților Getici